# Pallacanestro Trieste 2004
La Pallacanestro Trieste è la principale società di pallacanestro maschile di Trieste, erede della storica Pallacanestro Trieste fallita nel 2004. Milita in Serie A1.
Gioca le sue partite interne al PalaTrieste.

## Storia

### Gli inizi
La prima società di basket con il nome di Pallacanestro Trieste viene fondata nel 1975 in una città dall'alta cultura sportiva e storica per il basket italiano. Negli anni '30-'40 la Società Ginnastica Triestina (SGT) ha infatti conquistato 5 titoli nazionali, e Trieste è tuttora la città che ha dato il maggior numero di giocatori alla nazionale azzurra.
La parabola della SGT ai massimi livelli si conclude definitivamente nella stagione 1974-75, quando, sponsorizzata Lloyd Adriatico, disputa il primissimo campionato di A2 con in campo nove dilettanti e un unico professionista, l'americano Steve Brooks. A quel punto lo sponsor abbandona e la Ginnastica si prepara a fare altrettanto. Di fronte al rischio di scomparire dal basket di vertice, diversi cittadini decidono di creare una nuova società, che eredita i diritti all'A2.
Il primo campionato è travagliato, di fatto è cambiato poco rispetto all'anno precedente, ora l'americano si chiama Butch Taylor ma per il resto sono ancora tempi pionieristici. La squadra, dopo un inizio promettente, infila una serie negativa che la porta a giocarsi la salvezza in un drammatico spareggio contro la Pinti Inox Brescia di Charlie Yelverton. Una retrocessione, dopo un solo anno di esistenza e con una struttura societaria ancora fragile, potrebbe avere conseguenze gravissime, ma Trieste vince 60-57 e rimane in serie A.

### L'era Hurlingham
Nel 1976-77 si registrano due importanti novità: l'ingaggio in panchina di Gianfranco Lombardi, detto "Dado", in passato grande giocatore e miglior marcatore della serie A, e l'arrivo di un solido sponsor, la linea di profumeria Hurlingham. Il roster è rinforzato con l'acquisto del playmaker Angelo Baiguera e del centro americano Ron De Vries. La squadra chiude la prima fase (regular season) all'ottavo posto, con 10 vittorie e 12 sconfitte. Nel successivo girone di classificazione (una specie di playout ante litteram, ma con possibile retrocessione in serie B), vince 5 gare e ne perde 9.
L'anno successivo, dopo la partenza di Lombardi, la squadra viene affidata al giovane Alberto Petazzi, mentre al confermato De Vries si affianca l'oriundo Bill Paterno. Dopo una regular season dignitosa, una serie negativa culminata nella sconfitta di Genova nel girone di classificazione costa la panchina a Petazzi. La società richiama Lombardi, ma il regolamento della Lega vieta al coach livornese, che poco prima era stato esonerato da Forlì, di sedere in panchina durante le partite. La salvezza arriva a fatica solo all'ultima giornata, a spese della Gis Napoli.
Nell'autunno 1978 approda in casa Hurlingham un giocatore destinato a fare epoca e a restare nel cuore dei tifosi: Rich Laurel. Agile mancino dal tiro micidiale, rimarrà a Trieste per tre stagioni viaggiando a medie di realizzazione altissime. Con al suo fianco il solido centro Larry Boston, Laurel trascina la squadra, che disputa un buon campionato concluso all'ottavo posto con 26 punti e il bilancio vinte/perse in pareggio. A un certo punto si fa anche un pensierino a puntare alla promozione, ma il quarto posto rimane un miraggio. All'ultima giornata del campionato 1978-79, contro la Juve Caserta, l'Hurlingham segna 117 punti, tuttora record assoluto della Pall. Trieste in un campionato di serie A.
La promozione nella massima divisione arriva l'anno successivo, a conclusione di un'ottima stagione. Lasciato libero Boston, che aveva manifestato qualche problema di comportamento, la società mette a segno un colpo di mercato ingaggiando Jim McDaniels, pivot di classe già protagonista alcune stagioni prima in maglia Snaidero Udine. Però nel precampionato il giocatore è vittima di un grave infortunio che di fatto ne conclude la carriera, e l'Hurlingham è costretta a correre ai ripari. In breve tempo viene reperito un sostituto, che si rivelerà un jolly vincente: James Bradley. Il campionato 1979-80 si conclude con l'Hurlingham al primo posto, a pari punti con Pagnossin Gorizia, Mercury Bologna e Banco Roma. Solo la differenza canestri priva i neroverdi triestini della possibilità di giocare i play-off scudetto.
Conquistata la serie A1, la dirigenza cerca di rinforzare la rosa, ma incappa in una campagna acquisti destinata a rivelarsi fallimentare. Dopo aver ingaggiato l'italo-american-messicano Carlos Mina, che farà un campionato deludente, si cerca in particolare un centro di grido per sostituire Bradley, ritenuto inadeguato a tenere il campo contro i pivot del massimo campionato. Dopo aver invano inseguito Abdul Jeelani, l'Hurlingham rischia tutto puntando su Marvin Barnes, giocatore dal passato burrascoso. Dotato di grandissimo talento e di mezzi fisici impressionanti, Barnes ha fatto grandi cose nella American Basketball Association (ABA) per poi sprofondare nell'inferno della droga e del crimine. Nella NBA non ne vogliono più sapere, Trieste decide di dargli una chance ma perde la scommessa. Appesantito e svogliato, Barnes fa vedere pochi sprazzi del gioco stratosferico di cui è stato capace in passato, e si fa notare soprattutto per le sue "imprese" lontano dai parquet. Dopo sole 7 partite arriva il taglio, inevitabile, e la sostituzione con il giovane Dave Lawrence. La squadra accusa il colpo, paga anche una certa inesperienza perdendo molte partite per pochissimi punti, e a fine stagione retrocede in A2. A parziale consolazione, riesce a piazzare Laurel al secondo posto della classifica dei marcatori, con 24 punti di media, alle spalle del solo Bob Morse. Ma la parentesi triestina del tiratore di Philadelphia è giunta al termine: coinvolto assieme ad alcuni compagni in un giro di festini hard e droga, che causa alla società un grave danno di immagine, deve lasciare l'Hurlingham e la città. Ancora oggi viene ricordato dalla tifoseria.

### Di nuovo in A1

Michael Jordan, all'epoca rookie of the year della NBA, entra in campo al PalaChiarbola in canotta Stefanel per un match esibizione nell'estate 1985; alla sua sinistra Mabel Bocchi, mentre sullo sfondo l'allora patron di Trieste, Bepi Stefanel. Durante la partita Jordan mandò in frantumi il tabellone: l'evento è rimasto nella storia della sua carriera, tanto che Nike realizzerà un'edizione limitata delle scarpe Air Jordan I con i colori della Stefanel e la tomaia stropicciata.

Dopo tanti problemi, abbandonata anche dallo sponsor storico, la dirigenza si trova a dover ricostruire la squadra per puntare a un pronto ritorno in A1. Persa la stella Laurel, la società vede partire anche Baiguera, che lascia il basket. Su quanto rimane del nucleo storico (Roberto Ritossa, Gino Meneghel, Claudio Scolini e il giovane Alberto Tonut) innesta allora due ottimi rinforzi provenienti da Bologna: il playmaker Piero Valenti e l'ala Gianni Bertolotti. Dal Real Madrid arriva l'americano Jim Abromaitis, mentre la solita difficile ricerca di un centro di peso porta all'ingaggio del massiccio John Campbell, gregario degli Harlem Globetrotters. Nelle prime fasi della stagione la squadra (ora sponsorizzata Oece) ha un rendimento altalenante: trova in Bertolotti un nuovo trascinatore ma risente delle performance a corrente alternata dei due americani. È soprattutto Campbell a mostrare tutti i suoi limiti tecnici, pur riuscendo a realizzare 30 punti (frutto di innumerevoli schiacciate) nella partita contro la Sacramora Rimini. Per il resto è un fiasco, e a novembre lascia il posto al ben più efficace Wayne Robinson, ala-pivot proveniente dai Detroit Pistons. La squadra si riprende ma chiude la regular season con 26 punti, a metà classifica, ben lontana dalle prime posizioni. Resta però da giocare la "fase a orologio", escogitata per rendere un po' più lungo un campionato a 14 squadre, e l'Oece ha la fortuna di arrivarci in un ottimo stato di forma e con la mentalità giusta. Così, dopo una stagione di alti e bassi, riesce a vincere tutte e sei le gare della seconda fase agguantando il quinto posto che dà diritto allo spareggio con la terz'ultima di A1, la Recoaro Forlì. I triestini passano di misura fuori casa e una settimana dopo suggellano un finale di stagione straordinario battendo la Recoaro per 74-68 e conquistando la promozione.
Ritrovata la massima serie, la Pallacanestro Trieste opera un'altra mezza rivoluzione. Il primo ad andarsene è coach Lombardi, artefice di due promozioni e per molti versi anima della società. È davvero la fine di un ciclo. Cambia ancora lo sponsor: all'Oece si sostituisce la Bic, multinazionale francese. Sul fronte della squadra si rinuncia a capitan Meneghel, si cede Ritossa a Udine in cambio di Carlo Fabbricatore e si saluta il pur valido Abromaitis. Al suo posto si cerca, ancora una volta, un centro di buon livello, con l'idea di ottenere di più dal confermato Robinson spostandolo all'ala forte. In estate arriva allora Coby Dietrick, veterano con alle spalle 13 stagioni da professionista. In panchina, per la prima volta, un tecnico straniero, Rudy D'Amico, che con un roster ridotto all'osso riuscirà a far vedere un bel basket. Già dalle prime giornate si capisce però che qualcosa non va. Dietrick è un buon giocatore, esperto e dotato di ottima tecnica, ma non è un "crack". In una squadra con più talento riuscirebbe probabilmente a rendersi utile, come fa John Gianelli a Milano, ma Trieste ha bisogno di una stella, non di un uomo-squadra. Così, per la terza stagione consecutiva, cambia in corsa uno dei due stranieri, tagliando Dietrick per il più giovane, atletico e spettacolare Mike Harper. L'avvicendamento dà i frutti sperati, e a fine campionato la squadra conquista la salvezza.
Nel 1984 la società venne acquistata dal magnate del tessile Giuseppe "Bepi" Stefanel. Al momento dell'acquisto la società militava nella seconda serie nazionale (A2) ma il presidente intendeva farne una squadra da scudetto. Le prime mosse furono l'acquisto di un nuovo capo allenatore il bosniaco Bogdan Tanjević. Il primo anno delle gestione Stefanel, tuttavia, terminò con la retrocessione in serie B1.

### La doppia promozione

Dejan Bodiroga nella stagione 1992-93, la prima del suo biennio triestino.

Tanjević, dopo aver accettato di rimanere ancora alla guida della squadra impose alla società la linea dei giovani. In quell'estate arrivarono a Trieste tutti i migliori giovani italiani e jugoslavi disponibili sulla piazza della pallacanestro europea. Ci stiamo riferendo a giocatori del calibro di Dejan Bodiroga, Gregor Fučka, Alessandro De Pol, Davide Cantarello, Claudio Pilutti.
Con questo gruppo storico la squadra egregiamente guidata da Tanjević fu ottenere due promozioni di fila e tornare in Serie A1 nel 90/91. Quell'anno la società si riadattò facilmente al clima competitivo della serie A1 senza difficoltà nonostante i pochi acquisti. Trieste poteva contare su un gruppo storico fortissimo e giovanissimo, per fare un esempio Bodiroga aveva solamente 19 anni quando esordì in A1. Con l'arrivo di Dino Meneghin e Sylvester Gray la società puntò decisamente al titolo.

### La Serie A1
La stagione migliore per Trieste fu la 1993-94. Al gruppo già citato si aggiunsero Ferdinando Gentile e Lemone Lampley. In quella stagione la Stefanel Trieste collezionò un secondo posto in coppa Korać e fu in grado di raggiungere la semifinale scudetto contro la Scavolini Pesaro.
Quella serie di semifinale (si giocava al meglio delle 3 gare) è tuttora ricordata come una delle più equilibrate. Si affrontavano due quadre completissime, da una parte Walter Magnifico e Carlton Myers dall'altra la Stefanel Trieste che presentava questo quintetto iniziale: playmaker Gentile (5), guardia tiratrice Bodiroga (4), ala piccola e capitano Pilutti (6), ala grande Fučka (7), centro Lampley (13).
La serie cominciò a Pesaro dove i triestini riuscirono a vincere ai supplementari e continuò a Trieste, dove la Stefanel fallì l'impresa di chiudere la serie; in particolare Fucka scivolò negli istanti finali del tempo regolamentare consentendo il canestro del pari a Pesaro e la vittoria della Scavolini nei supplementari. La gara 3 decisiva si giocò a Pesaro, il tutto esaurito fece da splendida cornice ad una partita passata forse nella storia. Ferdinando Gentile fallì il tiro libero a tempo scaduto che avrebbe consentito a Trieste di passare in finale e, ancora una volta ai supplementari, Pesaro si impose. In questa semifinale si affrontarono due giocatori giovanissimi e maturi come Myers e Bodiroga. Fu il primo a vincere la sfida e a condurre la sua squadra in finale (poi persa contro la Buckler Bologna di Danilović).

### La partenza di Stefanel

Jevon Crudup in canotta Illycaffè nella stagione 1995-96, la prima dei difficili anni post-Stefanel.

Quella partita e i lunghi e continui dissidi con la giunta comunale per la costruzione del nuovo palazzetto dello sport, sono un pretesto per Bepi Stefanel, che lascia Trieste con tutti i giocatori e acquista l'Olimpia Milano, il gotha della pallacanestro tricolore, piazza che può dare una maggiore visibilità all'industriale veneto. Lo stesso gruppo di giocatori che militava a Trieste fu in grado di vincere a Milano lo scudetto del 1995-96.
A Stefanel subentrò un nuovo gruppo dirigente presieduto dal sindaco della città, Riccardo Illy; fu proprio la società del primo cittadino a salvare la pallacanestro triestina dalla crisi economica con una sponsorizzazione della sua società, la Illycaffè. nonostante tutti gli sforzi per salvarsi anche in campo la società retrocesse in A2.

### Gli ultimi anni in A1
Si ricominciò a costruire per il ritorno in A1. Tutto ruotò attorno alla coppia di stranieri composta da Michael Williams e da Teoman Alibegović. Con questi due talenti la società tornò in serie A1 e cercò di rilanciarsi.
Dopo alcune buone stagioni, che permisero anche la partecipazione alla Coppa Korać (ottenuta anche grazie a giocatori come il compianto Conrad McRae o l'emergente gioiellino Samuele Podestà, arrivato alla fine del 1999 da Livorno) la società fu costretta ad indebitarsi nel 2001 per permettere alla squadra di salvarsi. La formazione di quell'anno, guidata inizialmente da Luca Banchi prima del ritorno di Cesare Pancotto fu costruita male e, lacerata da forti dissidi interni (sfociati anche in una rissa), riuscì a salvarsi solamente grazie all'acquisto di Dante Calabria e Milan Gurović. Due acquisti di altissimo livello che, però, furono alla base dell'indebitamento della società e dei problemi finanziari degli anni successivi.
Con una gestione alquanto parsimoniosa dettata dal presidente Roberto Cosolini la squadra rimase in serie A1 (nonostante per due anni di fila risultò essere la squadra con il monte stipendi più basso di tutta la serie A1) anche se con grossissime difficoltà.
Ancora una volta alla guida del team in quegli anni di magra, fu chiamato coach Pancotto affiancato al general manager Mario Ghiacci. Nonostante tutto la società non riuscì ad appianare i debiti. Finì tutto con l'annus horribilis 2003-04. In quella stagione, la squadra, molto debole nel ruolo del pivot (Andrea Camata giocò al di sotto delle aspettative) e in generale con difficoltà sull'asse play-pivot, riuscì a vincere solamente 10 gare in tutto il campionato (curiosamente le prime e le ultime 5). La stagione sportiva si concluse con un'attesa retrocessione in Legadue e il fallimento con conseguente ripescaggio in B2.

L'ultima rosa della Pallacanestro Trieste prima del fallimento.

### La Pallacanestro Trieste 2004
Dalle ceneri di quella squadra nacque la Pallacanestro Trieste 2004, attuale squadra di vertice a Trieste. Partita dalla Serie B2, viene subito promossa in B1. Nel 2005-06 l'Acegas Aps Trieste arriva quinta nel girone A di Serie B1 e si gioca la promozione in Legadue ai play-off, che però perde. Nel 2006-07, sponsorizzata ancora dall'Acegas, la squadra giunge al quattordicesimo posto nel girone A di Serie B1. Ai play-out, perde la serie per 2-1 contro Patti e retrocede in Serie B2.
Nel 2007-08 la Pallacanestro Trieste 2004 partecipa al campionato di serie B2 (attuale serie B dilettanti) e lo inizia sotto la guida di un giovane e ambizioso allenatore triestino Ferruccio Mengucci (reduce dalla positiva esperienza al Bor società della minoranza slovena militante in serie C1) il quale dopo sole sei giornate di campionato viene esonerato a causa del record negativo (1-5) e dei profondi dissapori con la presunta stella della squadra (il quarantunenne livornese Claudio Bonaccorsi).
Al suo posto la società ingaggia l'esperto Piero Pasini, che non riesce a dare la svolta né a lottare mai per l'obbiettivo dichiarato ad inizio stagione, cioè la promozione in serie B1 (attuale serie A dilettanti)
La stagione regolare è conclusa al 12º posto.
A seguito di ciò la squadra partecipa ai play out per evitare di finire in serie C1 (attuale serie C dilettanti) e dopo aver perso la prima opportunità di salvarsi (0-2 contro la Nuova Pallacanestro Gorizia) riesce a sconfiggere la Fiorese Bassano 3-2 in una serie drammatica, che condanna i veneti alla retrocessione.
In vista della stagione sportiva 2008-09 la Pallacanestro Trieste 2004 avvia una totale rifondazione azzerando i vertici tecnici e dirigenziali.
Il progetto, di durata triennale e con l'obbiettivo di riportare la Pallacanestro Trieste in serie A, è affidato a Matteo Bonicciolli (Coach of the year serie A1 campionato 2007-8, vincitore della coppa Italia e qualificatosi all'Eurolega alla guida dell'Air Avellino) in qualità di plenipotenziario tecnico-dirigenziale e organizzativo della società, Massimo Bernardi (allenatore prima squadra) e Stefano Comuzzo (responsabile settore giovanile).
Nella stagione 2008-09 la Pallacanestro Trieste, fu in grado di costruire una squadra equilibrata inserendo un buon numero di giovani Triestini che, fra i normali alti e bassi stagionali, si classificò al 3º posto della Serie B Dilettanti, qualificandosi così per i play-off, dove sconfisse prima Como e poi Trento.
Il 28 maggio 2009 la Acegas Aps Trieste viene promossa in A Dilettanti dopo aver sconfitto Riva del Garda.
Per la stagione sportiva 2009-10 la squadra che Boniciolli ha ri-affidato al tecnico Bernardi è una squadra giovanissima: fatta eccezione per capitan Bocchini, l'età media dei giocatori è estremamente bassa.
L'inizio del cambiamento comincia con l'ingaggio, come head-coach, di Eugenio Dalmasson a partire dalla stagione 2010-11.
Il 22 aprile 2011 ufficializza la presentazione della richiesta per la wild card per partecipare al campionato di sviluppo 2011-12.
Il 14 giugno 2012 viene promossa in Legadue battendo la Pallacanestro Chieti.
Alla fine del campionato 2014-15, la squadra viene praticamente rifondata da zero: tra gli altri, parte la giovane promessa Stefano Tonut, direzione Venezia, e si ritira il capitano della promozione Marco Carra.

### Il triennio targato Alma

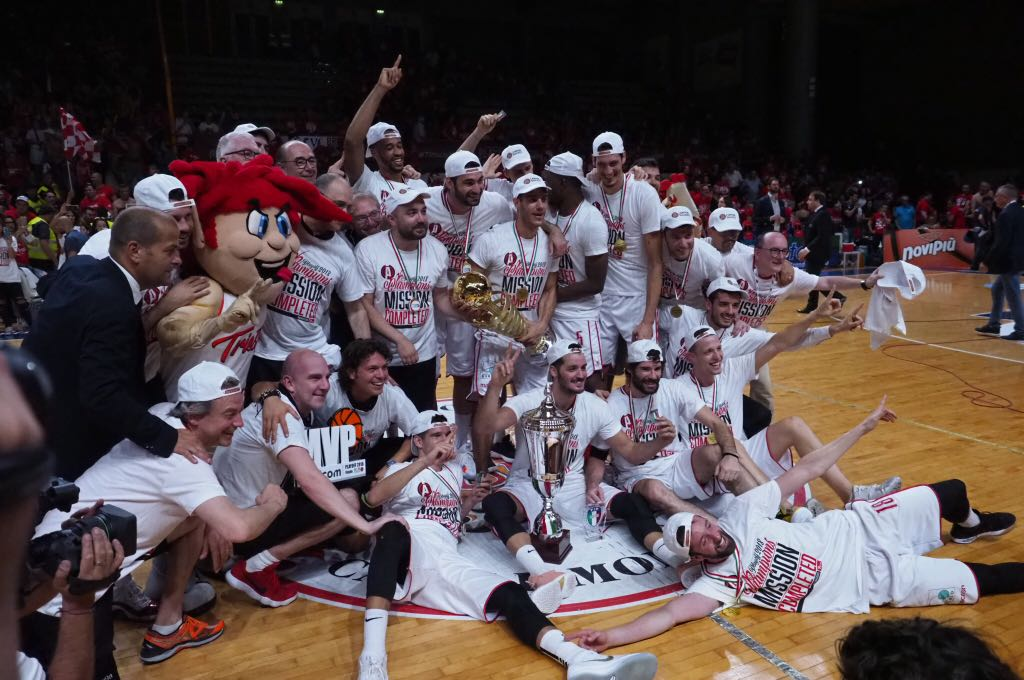
L'Alma festeggia la vittoria del campionato di Serie A2 2017-18

Il campionato 2015-16 vede, tra gli altri, l'ingaggio dell'esperto giocatore triestino Andrea Pecile, oltre all'arrivo (a dicembre) di uno sponsor di spessore come Alma Agenzia per il lavoro. A fine campionato, per il secondo anno di seguito, si classifica per i play off promozione, venendo sconfitta però agli ottavi da Tortona per 3-2.
L'anno della rivelazione è però il successivo, campionato 2016-17: perde la prima partita di campionato (tra l'altro in casa) con Treviso, ma da quel momento in poi comincia a macinare vittorie, anche esterne. Tra le altre cose, si qualifica con due giornate di anticipo per le Final Eight della stagione in corso. A dicembre 2016 viene tesserato Alessandro Cittadini, a cui si aggiungerà (ad aprile, poco prima dei play off) il triestino Daniele Cavaliero. Si classifica prima, a pari merito con Treviso e Virtus Pallacanestro Bologna alla fine della regular season; per differenze canestri e vittorie/sconfitte però si qualifica come terza ai play off per l'unica promozione in A1.
Dopo aver superato Treviglio per 3-2, Tortona per 3-1 e Fortitudo per 3-2, viene sconfitta in gara 3 dalla Virtus nella finale.
A settembre 2017, dopo il tesseramento di giocatori giovani come Federico Loschi ed esperti come Juan Fernández e Laurence Bowers, vince il suo primo torneo della nuova gestione, la Supercoppa LNP, dopo aver sconfitto in semifinale Ravenna per 90-87 e in finale Treviso per 88-78. Nella stagione regolare (2017-18) l'Alma Pallacanestro Trieste arriva prima del suo girone: parte subito "con il botto" (nonostante gli infortuni pre-campionato di Matteo Da Ros e Bowers) con 11 vittorie su 11 partite consecutive disputate - la Stefanel Trieste della stagione 1993-94 aveva fatto "solo" 10 partite consecutive. A fine campionato totalizza 22 vittorie e 8 sconfitte, di cui una sola interna (che purtroppo interrompe la striscia di ben 28 vittorie consecutive in casa in regular season), tra l'altro nell'ultima partita disputata in casa prima dei play-off contro i rivali di Udine.
A tal proposito, c'è un particolare che accomuna la stagione 2016-17 con la stagione 2017-18 e cioè il fatto che in entrambi gli anni è stata un'unica squadra a battere l'Alma, sia all'andata che al ritorno (Treviso nel 2016-17, APU GSA Udine nel 2017-18). Per merito della classifica avulsa, l'Alma Pallacanestro Trieste si classifica prima assoluta dei due gironi (Est ed Ovest), il che le permette di giocare sempre le prime due partite dei play-off promozione (e l'eventuale quinta) in casa.
Il 16 giugno 2018, l'Alma Pallacanestro Trieste ritorna nella massima serie dopo un’attesa durata 14 anni, imponendosi con un netto 3-0 su Casale Monferrato nei play-off promozione. La serie ha visto l'Alma Pallacanestro Trieste vincere per 3-0 su Treviglio, per 3-1 su Montegranaro (unica squadra ad aver costretto Trieste a Gara 4) e per 3-0 su Treviso (con una storica vittoria al PalaVerde).
Il 7 ottobre 2018 comincia la sua avventura in serie A contro la Segafredo Virtus Bologna. Alla fine della RS la compagine biancorossa raggiunge i playoff classificandosi al settimo posto e venendo eliminata al primo turno per mano della Vanoli Cremona.

### Era Allianz
Il 26 marzo 2019 il presidente di Alma Luigi Scavone viene arrestato con l'accusa di evasione fiscale. Dalle indagini seguenti viene chiarita la posizione della società sportiva che risulta estranea ad ogni tipo di coinvolgimento. 
Alla fine di maggio, delle voci su un possibile interessamento per l'acquisto della società da parte dell'imprenditore Massimo Blasoni vengono prontamente smentite dall'arresto dell'interessato per truffa.
La squadra comincia dunque il campionato senza main sponsor.
Il 29 novembre 2019 la Pallacanestro Trieste divulga alla stampa di aver raggiunto un accordo di sponsorizzazione con la società assicurativa "Allianz" per le stagioni 2019/2020 - 2020/2021 - 2021/2022.

### L'arrivo di Cotogna Sports Group
Il 18 gennaio 2023 il gruppo Cotogna Sports Group, società formata da un gruppo di investitori americani esperti nel marketing sportivo e dei mercati finanziari americani formatosi alla Wharton Business School, formalizza l'acquisizione del 90% delle quote della Pallacanestro Trieste. Il primo Consiglio di Amministrazione della nuova Pallacanestro Trieste è costituito da cinque componenti: Richard de Meo (Presidente), Fitzann R. Reid (Vicepresidente), Connor Barwin, e Mario Ghiacci (Vicepresidente e General Manager del club) e Andrea Bochicchio, quest'ultimo in rappresentanza del socio di minoranza Trieste Basket srl. A maggio, dopo l'ultima giornata , la formazione biancorossa si ritrova penultima e retrocede pertanto in Serie A2
A maggio, al termine dell'ultima giornata del campionato 2022-23, la squadra biancorossa (complice la sconfitta a Brindisi e le contemporanee vittorie di Scafati, Napoli e Reggio Emilia)  si trova al penultimo posto, con lo stesso numero di punti di Reggio Emilia, ma con il più basso quoziente canestri: 0,9373 per Trieste e 0,9781 per Reggio Emilia. Di conseguenza, la squadra retrocede in Serie A2..

### Il ritorno in Serie A e la presidenza Matiasic
La stagione 2023-2024 prende dunque il via con una guida tecnica rinnovata: il GM è l’italo-americano Michael Arcieri, in arrivo da Varese, mentre il ruolo di coach è affidato al promettente americano Jamion Christian, alla prima esperienza tra i professionisti dopo aver allenato in NCAA. L’elemento di continuità è la leggenda del basket triestino Daniele Cavaliero, ritiratosi a fine 2021/2022 e gradualmente inserito nell’assetto dirigenziale già dalla stagione seguente.
Il roster viene costruito intorno ad un nucleo consistente di giocatori locali: i playmaker Michele Ruzzier e Stefano Bossi, l’ala e capitano Lodovico Deangeli e il centro Francesco Candussi - l’unico non propriamente triestino. A completare la squadra Giancarlo Ferrero, Ariel Filloy, Luca Campogrande, Giovanni Vildera e i due stranieri Eli Brooks e Justin Reyes.
La stagione inizia in sordina, ma, dopo una memorabile vittoria in casa con tripla allo scadere di Brooks nel derby contro APU Udine, la squadra ingrana e macina ben sette vittorie di fila. Sembra tutto filare liscio verso un buon piazzamento in vista dei playoffs, nei quali giocarsi l’obiettivo dichiarato della promozione, ma l’infortunio al ginocchio di Reyes nello sfortunato derby di ritorno manda in crisi la squadra. La fase ad orologio è soffertissima, e Trieste chiuderà la stagione regolare al quinto posto, mentre stampa e tifosi chiedono a gran voce il licenziamento di Arcieri e Christian. 
La società, però, rinnova la fiducia ai suoi due uomini più in vista e viene abbondantemente ripagata; ai playoffs torna in campo Justin Reyes e la squadra ritrova smalto e condizione atletica come per magia. È una cavalcata trionfale: l’insidiosa Torino e la capolista Forlì vengono spazzate via senza appello, mentre la nobile Cantù riesce appena a strappare una vittoria durante una serie finale che si rivela senza storia. Ad appena un anno dalla retrocessione in Serie A2, la città di Trieste ritrova la massima categoria e, soprattutto, un entusiasmo che non si respirava da tempo.
Durante l’estate Cotogna Sports Group fa fruttare il proprio investimento su Pallacanestro Trieste, vendendo le quote di maggioranza all’avvocato californiano di origini istriane Paul Matiasic. Appassionato di basket e legato alla terra da cui sono emigrati i suoi genitori, Matiasic diventa il nuovo Presidente della società triestina, mantenendo invariato l’organigramma sotto la sua posizione. 
Della squadra che ha conquistato la promozione rimangono Ruzzier, Bossi, Campogrande, Deangeli, Candussi e il portoricano Reyes, per dare seguito ad un gruppo che si è dimostrato stabile nelle montagne russe della stagione precedente. L’ambizione però è forte e il mercato la rispecchia: dalla Reyer Venezia arriva l’esperto campione d’Italia ed ex Nazionale italiano Jeff Brooks, dall’NBA - e una brevissima parentesi milanese - Denzel Valentine, da Tortona l’ex MVP della Serie A Colbey Ross e da Napoli il fresco vincitore della Coppa Italia ed ex Brooklyn Nets Markel Brown. Il reparto lunghi è completato con due giocatori dai trascorsi più esotici: l’ala grande Jarrod Uthoff, dominatore del campionato giapponese per tre stagioni, e il centro giramondo Jayce Johnson, miglior rimbalzista della G-League la stagione precedente.

## Sponsor
1957-1960: Stock
1961-1963: Philco
1966-1975: Lloyd Adriatico
- 1976-1981: Hurlingham
- 1981-1982: Oece
- 1982-1984: Bic
- 1984-1994: Stefanel
- 1994-1996: Illy
- 1996-1998: Genertel
- 1998-1999: Lineltex
- 1999-2001: Telit
- 2001-2002: Coop Consumatori Nordest
- 2002-2003: Acegas - Aps
- 2003-2004: Coop Consumatori Nordest
- 2005-2013: Acegas - Aps
- 2013-2016: non presente
- 2016-2019: Alma - Agenzia per il lavoro
- 2019-2022: Allianz
- 2022-: non presente

## Roster 2025-2026
Aggiornato al 19 agosto 2025
| Pallacanestro Trieste 2004 2025-2026 | Pallacanestro Trieste 2004 2025-2026 |
| Giocatori                            | Staff tecnico                        |
| ------------------------------------ | ------------------------------------ |

| N. | Naz.                                        | Ruolo | Nome                  | Anno | Alt.   | Peso   |  |
| -- | ------------------------------------------- | ----- | --------------------- | ---- | ------ | ------ |  |
| 1  | Stati Uniti (bandiera) · Messico (bandiera) | A     | Juan Toscano-Anderson | 1993 | 198 cm | 98 kg  |  |
| 4  | Stati Uniti (bandiera)                      | P     | Colbey Ross           | 1998 | 185 cm | 84 kg  |  |
| 8  | Italia (bandiera)                           | AP    | Lodovico Deangeli (C) | 2000 | 205 cm | 90 kg  |  |
| 9  | Stati Uniti (bandiera)                      | AG    | Jarrod Uthoff         | 1993 | 206 cm | 100 kg |  |
| 10 | Italia (bandiera)                           | P     | Michele Ruzzier       | 1993 | 183 cm | 80 kg  |  |
| 11 | Mali (bandiera)                             | C     | Mady Sissoko          | 2000 | 210 cm | 113 kg |  |
| 13 | Italia (bandiera)                           | C     | Francesco Candussi    | 1994 | 211 cm | 109 kg |  |
| 18 | Italia (bandiera)                           | G     | Pietro Iannuzzi       | 2006 | 195 cm | 85 kg  |  |
| 22 | Stati Uniti (bandiera)                      | G     | Markel Brown          | 1992 | 190 cm | 86 kg  |  |
| 23 | Stati Uniti (bandiera) · Italia (bandiera)  | AC    | Jeffrey Brooks        | 1989 | 203 cm | 94 kg  |  |
| 25 | Italia (bandiera)                           | PG    | Davide Moretti        | 1998 | 190 cm | 81 kg  |  |
| 37 | Stati Uniti (bandiera)                      | G     | Jahmi'us Ramsey       | 2001 | 191 cm | 86 kg  |  |

| Allenatore                                                                                          |
| - Israel González                                                                                   |
| Assistente/i                                                                                        |
| - Francesco Nanni - Francesco Taccetti - Nick Schlitzer Legenda - (C) Capitano - Infortunato Roster |

## Palmarès
- Campionato italiano: 5

1930, 1932, 1934, 1939-40, 1940-41
- Campionato italiano dilettanti:  1

2017-18
- Supercoppa LNP:  1

2017
- Promozioni dalla Serie A2 alla Serie A1: 6

1979-1980, 1981-1982, 1989-1990, 1998-1999, 2017-18, 2023-2024

## Finali disputate
- Coppa Italia

1995 - contro Benetton Pallacanestro Treviso
- Coppa Korać

1993-94 - contro PAOK Salonicco

## Partecipazione ai campionati
| Livello | Categoria                  | Partecipazioni | Debutto   | Ultima stagione | Totale |
| 1º      | Serie A1                   | 14             | 1980-1981 | 2000-2001       | 23     |
| 1º      | Serie A                    | 9              | 2001-2002 | 2024-2025       | 23     |
| 2º      | Serie A2                   | 15             | 1975-1976 | 2023-2024       | 17     |
| 2º      | Legadue                    | 1              | 2012-2013 | 2012-2013       | 17     |
| 2º      | Divisione Nazionale A Gold | 1              | 2013-2014 | 2013-2014       | 17     |
| 3º      | Serie B d'Eccellenza       | 2              | 1987-1988 | 2006-2007       | 5      |
| 3º      | Serie A Dilettanti         | 2              | 2009-2010 | 2010-2011       | 5      |
| 3º      | Divisione Nazionale A      | 1              | 2011-2012 | 2011-2012       | 5      |
| 4º      | Serie B2                   | 2              | 2004-2005 | 2007-2008       | 3      |
| 4º      | Serie B Dilettanti         | 1              | 2008-2009 | 2008-2009       | 3      |

## Tifoseria
La tifoseria della Pallacanestro Trieste 2004 è stata eletta come miglior tifo di Serie A nella stagione 2018-2019.
La Curva Nord è il principale tifo organizzato della società. Durante gara 3 dei play-off di LBA 2018-2019 è stata protagonista di una fantastica coreografia riguardante le coppe europee.
Nel 2019, per commemorare la piccola cestista Sveva Piattelli, morta all'età di otto anni, la società per una giornata di campionato ha cambiato nome in Sveva Trieste e la tifoseria ha esposto cartelli con il suo nome durante la gara contro la Germani Brescia.

### Gemellaggi e rivalità

#### Gemellaggi
- Viola Reggio Calabria
- Pallacanestro Forlì 2.015
- Scaligera Basket Verona
- Derthona Basket

#### Rivalità
- Virtus Bologna
- Amici Pallacanestro Udinese
- Fortitudo Pallacanestro Bologna
- Universo Treviso Basket
- Reyer Venezia
- Pallacanestro Olimpia Milano

## Allenatori
- 1975-1976: Nicola Porcelli
- 1976-1982: Gianfranco Lombardi
- 1982-1983: Rudy D'Amico
- 1983-1985: Mario De Sisti
- 1985-1986: Santi Puglisi
- 1986-1994: Bogdan Tanjević
- 1994-1995: Virginio Bernardi
- 1996-1997: Furio Steffè
- 1999-2001: Luca Banchi
- 2001-2004: Cesare Pancotto
- 2004-2007: Furio Steffè
- 2007-2008: Piero Pasini
- 2008-2010: Massimo Bernardi
- 2010-2021: Eugenio Dalmasson
- 2021-2022: Franco Ciani
- 2022-2023: Marco Legovich
- 2023-2025: Jamion Christian
- 2025-: Israel González